# Smoke City
Smoke City es un grupo británico de bossa nova, house y electrónica fundado en 1996 en Londres. Está formado por la cantante Nina Miranda, Mark Brown (percusión, voz, teclado) y Chris Franck (guitarra y teclados). Su mayor éxito lo tuvo con el álbum Flying Away, de 1997; pues, el sencillo "Underwater Love" fue incluso tomado por la conocida marca de vaqueros Levi´s Strauss como fondo para uno de sus anuncios televisivos considerados más escandalosos. El vídeoclip que acompañaba al sencillo "Underwater Love" fue uno de los Top Ten de toda Europa.
 (enlace roto disponible en Internet Archive; véase el historial, la primera versión y la última).
Su estilo, que bebe de la samba, la bossa, el house y el chill por igual, ha influido a muchos otros grupos del mismo corte, como Portishead o Moloko. Las letras de sus canciones tratan temáticas oníricas, surrealistas y a veces con alusiones eróticas. Sus letras están escritas en inglés intercalando elementos de portugués. 
Desde el año 2001 no han publicado más álbumes.

## Discografía
- 1996 (febrero) - Underwater Love (Single) (UK #4,[1] AUS #41, AUT #23, BEL-Fla #42, BEL-Val #33, ALE #55, HOL #97, NOR #18, SUE #58, SUI #32)[2]

- 1997 (julio) - Speak (Promo Disco Entrevista)

- 1997 (24 junio) - Flying Away (Album)

- 1997 (30 junio) - Mr. Gorgeous (And Miss Curvaceous) (Single)

- 1997 (27 octubre) - Aguas de Marco (Joga Bossa) (Single)

- 1998 (16 febrero) - With You (Single)

- 1998 (10 agosto) - Numbers (Single)

- 1998 - Dark Walk (Promo Single)

- 2000 (julio) - Smoke City: Jug / Christ And Brown: Hawaii (Single)

- 2001 - Jug (Promo Album)

- 2001 - What It Was (Promo Single)

- 2001 (13 agosto) - Heroes Of Nature (Álbum)